# Oliana
Oliana ist eine Gemeinde (municipi) mit 1.839 Einwohnern (Stand: 2024) in der Provinz Lleida in der Autonomen Region Katalonien. Zur Gemeinde gehören neben dem Hauptort Oliana auch die Dörfer El Castell und Les Anoves.

## Lage
Oliana liegt in den Bergen der südlichen Pyrenäen in einer durchschnittlichen Höhe von ca. 475 m. Der Segre, der die Gemeinde im Westen begrenzt, wird hier aufgestaut. 

## Bevölkerungsentwicklung
| Jahr      | 1970 | 1981 | 1990 | 2001 | 2011 | 2021 |
| Einwohner | 1793 | 2104 | 2017 | 1856 | 1942 | 1857 |

## Wirtschaft
Früher lebten die Einwohner hauptsächlich als Selbstversorger von der Milchwirtschaft und der Käseherstellung. Inzwischen sind viele leerstehende Häuser zu Ferienwohnungen umgebaut worden.

## Geschichte
Bis 1842 hieß die Gemeinde noch Oliana y Anoves. 

## Sehenswürdigkeiten
- zahlreiche Ruinen
- Reste der alten Burganlage von Sant Andreu d'Oliana
- Reste der Burganlage von Les Anoves
- Eulalienkirche in Les Anoves
- Ruine der Johanniskirche von Les Anoves
- Andreaskirche in Oliana

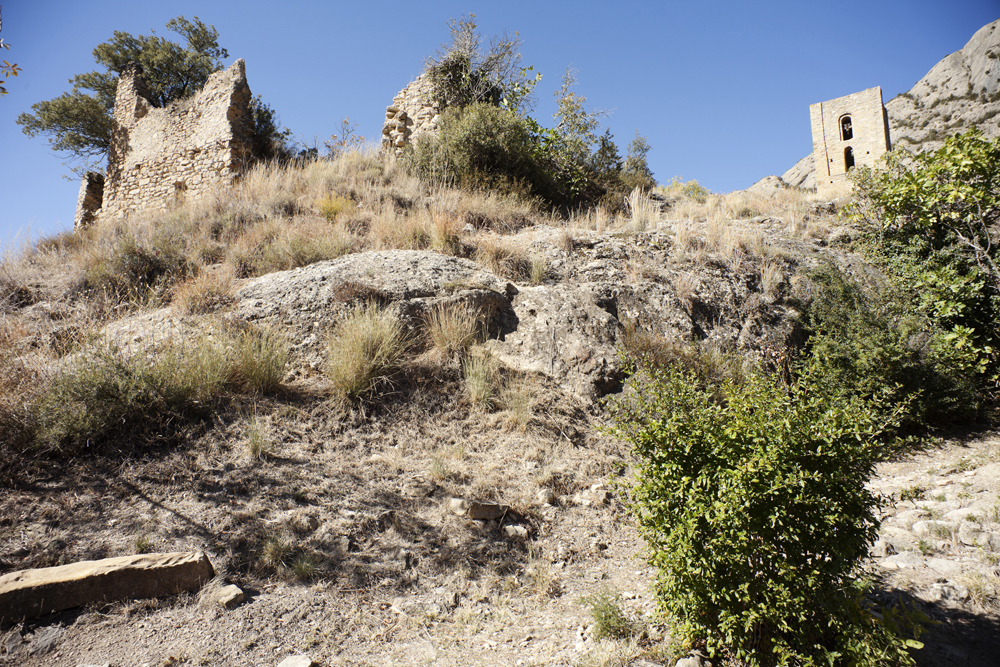
Burgruine von Sant Andreu d'Oliana
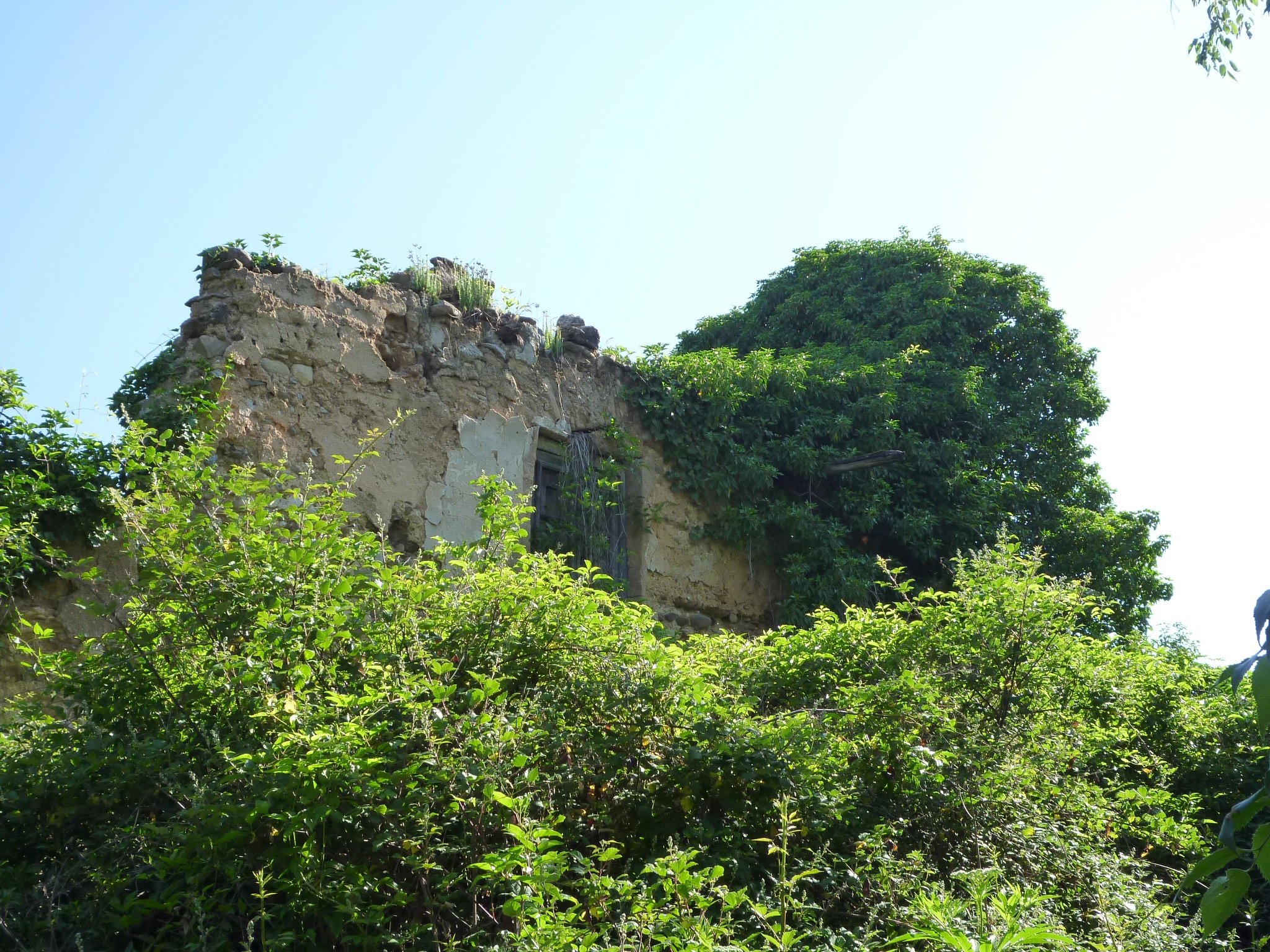
Reste der Burganlage von Les Anoves
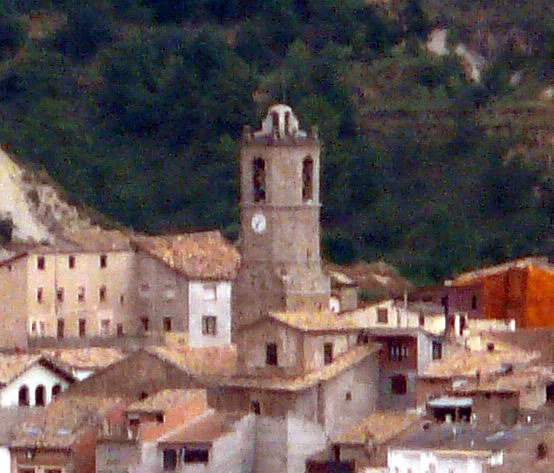
Andreaskirche
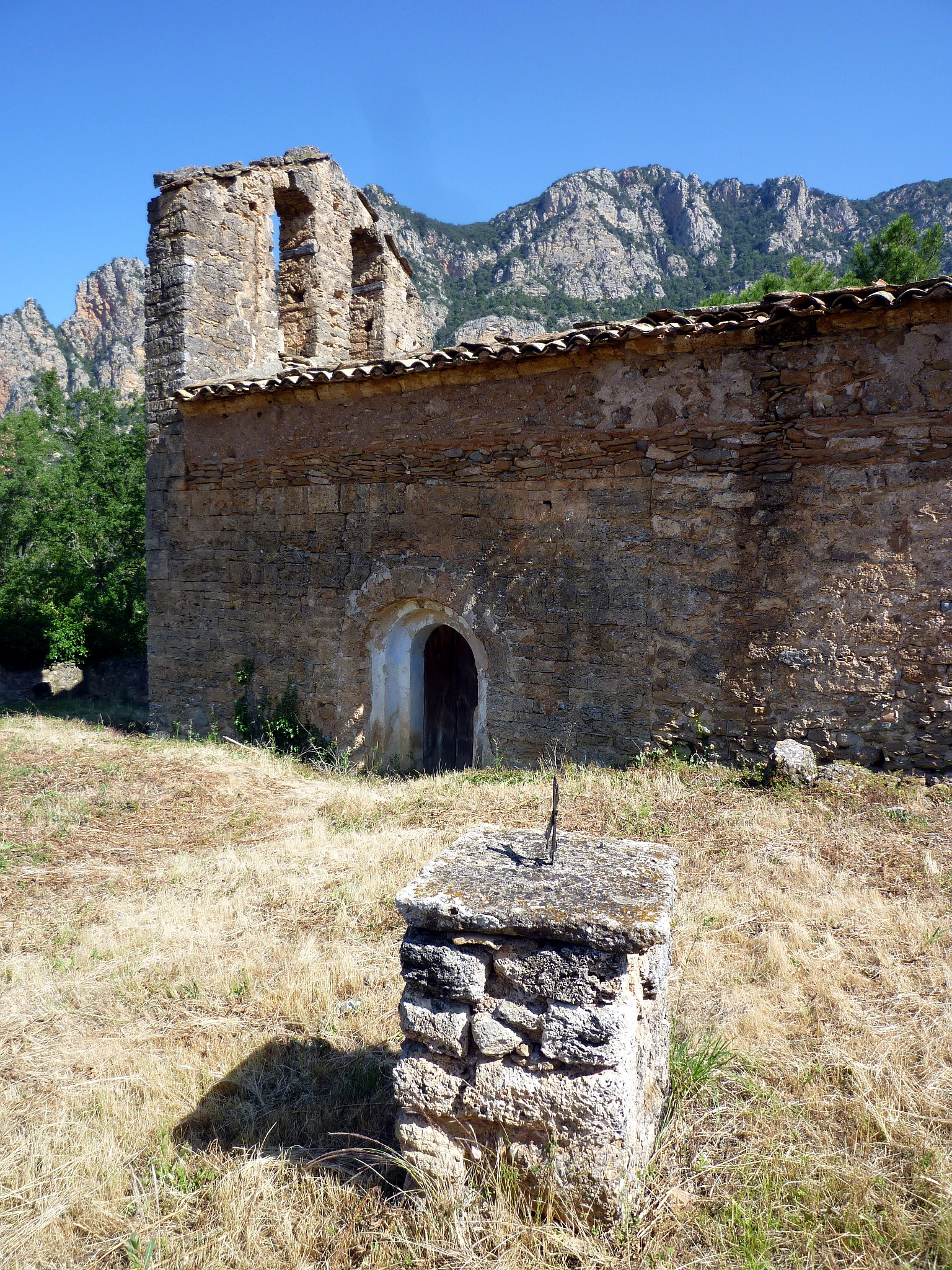
Eulalienkirche
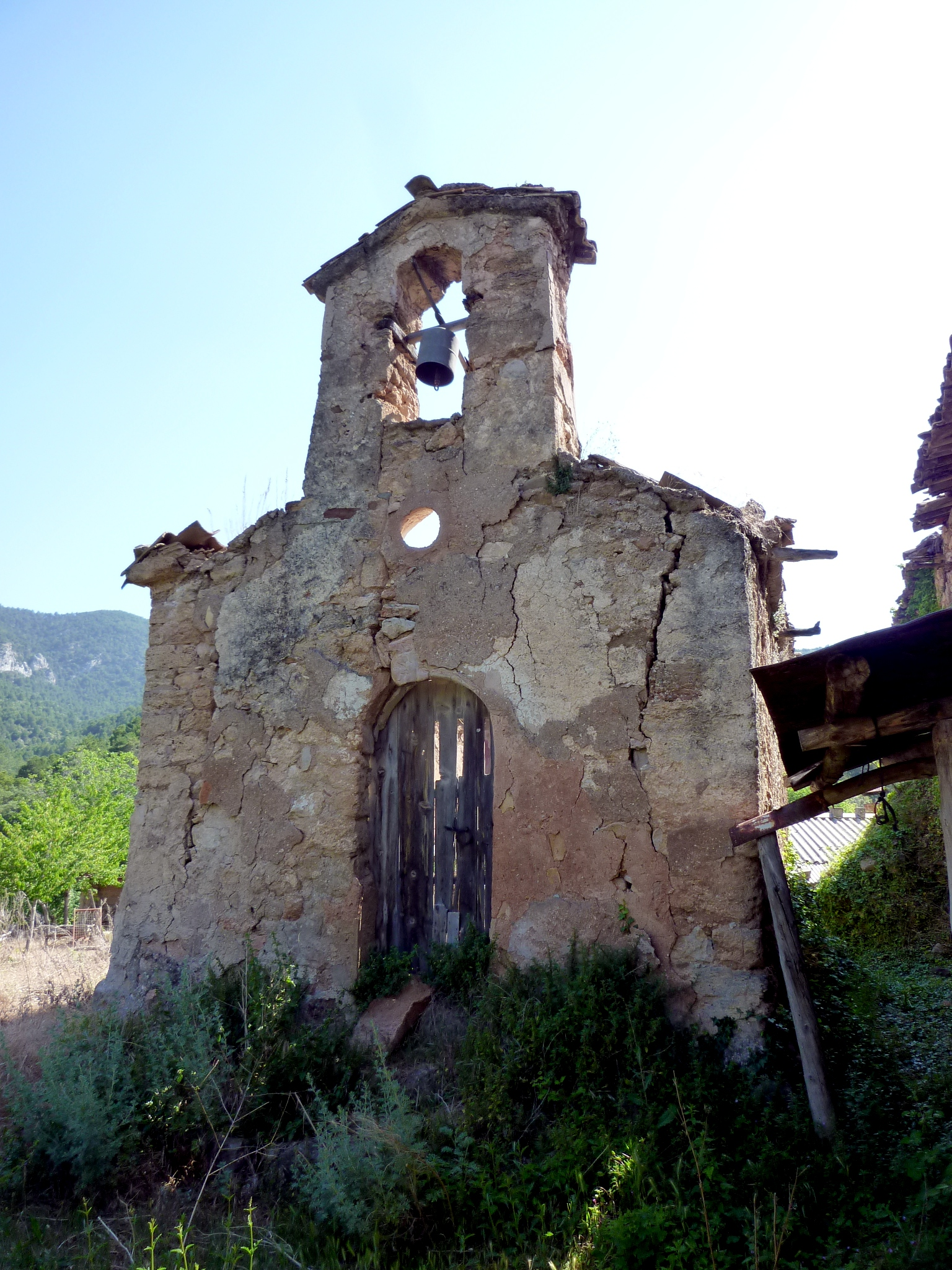
Ruine der Johanniskirche

## Trivia
Die Gemeinde ist bei Extremkletterern bekannt und beliebt. Die größte Herausforderung stellt die Kalksteinformation La Dura Dura dar. 

## Gemeindepartnerschaft
Mit der italienischen Gemeinde Oliena in der Provinz Nuoro (Sardinien) besteht eine Partnerschaft. 